# تلفزيون شبكة الشرق
تلفزيون شبكة الشرق (ETN TV) قناة تلفزيونية صومالية خاصة.

## خلفية
أُنشئ تلفزيون ETN في عام 2005. وكانت المقرات الرسمية لكل من تلفزيون ETN وهيئة الإذاعة الصومالية تقع في مدينة بوصاصو، العاصمة التجارية لولاية بونتلاند شمال شرق الصومال.

## البرامج
كان تلفزيون الشرق يبث برامجه ست ساعات يوميًا.
وتضمن جدول بث التلفزيون برامج إخبارية وثقافية وموسيقية ورياضية بالإضافة إلى الإعلانات.

## الإدارة
كان التلفزيون مملوكا لعبد الرحمن شيخ.
وبلغ عدد موظفيها 17 موظفا.